# 하파에우 베르게르
하파에우 베르게르(포르투갈어: Rafael Berger, 1989년 8월 7일 ~ )는 통상 알레망(포르투갈어: Alemão)이라고 불리며, 독일계 브라질 축구 선수로 포지션은 센터백이다. 현재 피게이렌시 FC 소속이다.

## 수상

### 구단

#### 이투아누
- 캄페오나투 파울리스타 (1) : 2015

#### 산타크루스
- 캄페오나투 브라질레이루 세리이 B (1) : 2015
- 캄페오나투 페르남부쿠 (2) : 2015, 2016